# Fläta

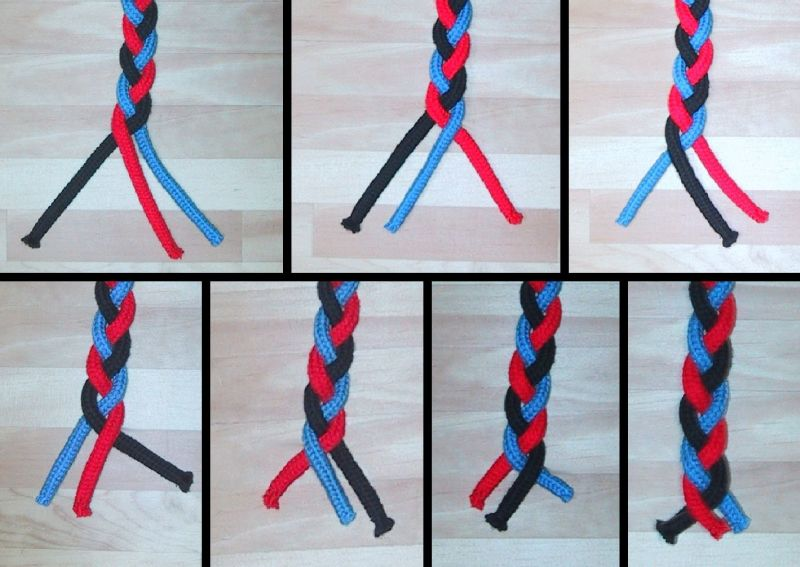
Flätning av tre tåtar.

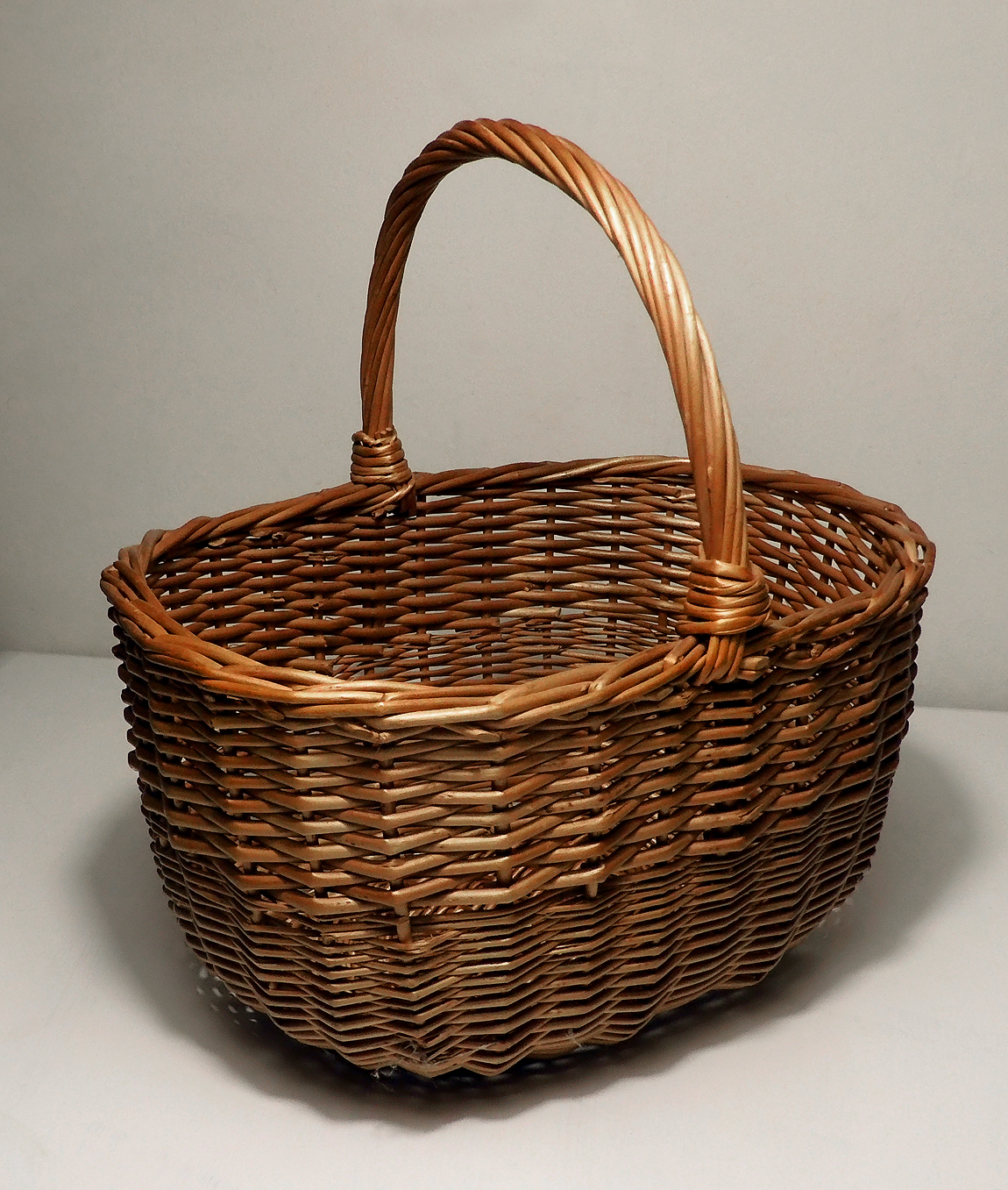
En korg flätad i rotting.

Fläta är en sammanfogning av tre eller fler remsor i ett diagonalt överlappande mönster. Det förknippas inte minst med hårflätor, men förekommer i många sammanhang och är i vissa fall ett hantverk i sig självt. 

## Flätning inom vävning
Flätning är en teknik som sannolikt är äldre än vävning, och kanske rent av är upphovet till vävningen. Flätor kan göras helt flata, men också spiralformade eller runda med eller utan kärna inuti. En annan flätvariant som förekommer som vävavslutning är den slags fläta som läggs tätt emot kanten av väven. Flättekniker har varit vanliga för att framställa snören, tågvirke, band, nät med mera.
Förutom för textiler använts för halm, gräs, säv, rottning, kvistar grenar, bark, näver träspån med mera. För korgtillverkning med tekniken, se Korgflätning.
Som del i efterarbetet vid vävning förekommer också flätning i olika grad och slag. Antal grupper av trådar som flätas ger upphov till vad flätningen namnges till. Exempelvis har man i en femfläta fem grupper av trådar som flätas (inte enbart fem enstaka trådar).
Vid flätning som avslutning på en trasmatta är flätans avslutning och fästning av vikt. En vanlig pärlknut är inte särskilt trevlig att snubbla över på golvet. Flätan måste avslutas på något annat lämpligt sätt, knytas med några enstaka trådar ur flätan, eller surras. Vid knytning av några tampar ur flätan spretar de knutna ändarna ut åt sidorna, varför en fästning av dem, upp tillbaka i flätan, förändrar helhetsintrycket.
Mest omfattande flätarbeten med textil anknytning är de traditionella fyrflätningarna som förekommit som avslutningar på företrädesvis linnevävar. I Sverige förekommer fyrflätning främst i mellersta Sverige upp till Jämtland och uppvisar likheter med den äldre språngningen. I södra Sverige användes i stället treflätning, som uppvisar likheter knypplade spetsar.
Metoden bygger på att flätorna, i fyrtaliga grupper, övergår i varandra och skapar ett mönster. Avslutningarna blev därmed sådana konstverk att väven i sig gjordes ganska anspråkslös för att inte förta den praktfulla "fransen".

## Flätor inom smyckeskonst
Hårkullornas flätning av framförallt människohår till smycken och prydnad är en helt egen konstart, så kallade hårarbeten. Produktionen skedde genom flätning eller knyppling. Med en tradition tillbaka i 1500-talets Europa kom tekniken av någon okänd anledning till Dalarna omkring 1830 och blev där en stor hemindustriell verksamhet, särskilt i byarna Våmhus och Bonäs. Kullorna spred sitt arbete vidare genom många och långa vandringar där de samtidigt sålde och producerade klockkedjor, ringar, armband, halsband, broscher, örhängen med mera. Än idag kan man titta på och köpa hårarbeten i Våmhus.
|  |  |